# Clara Braune

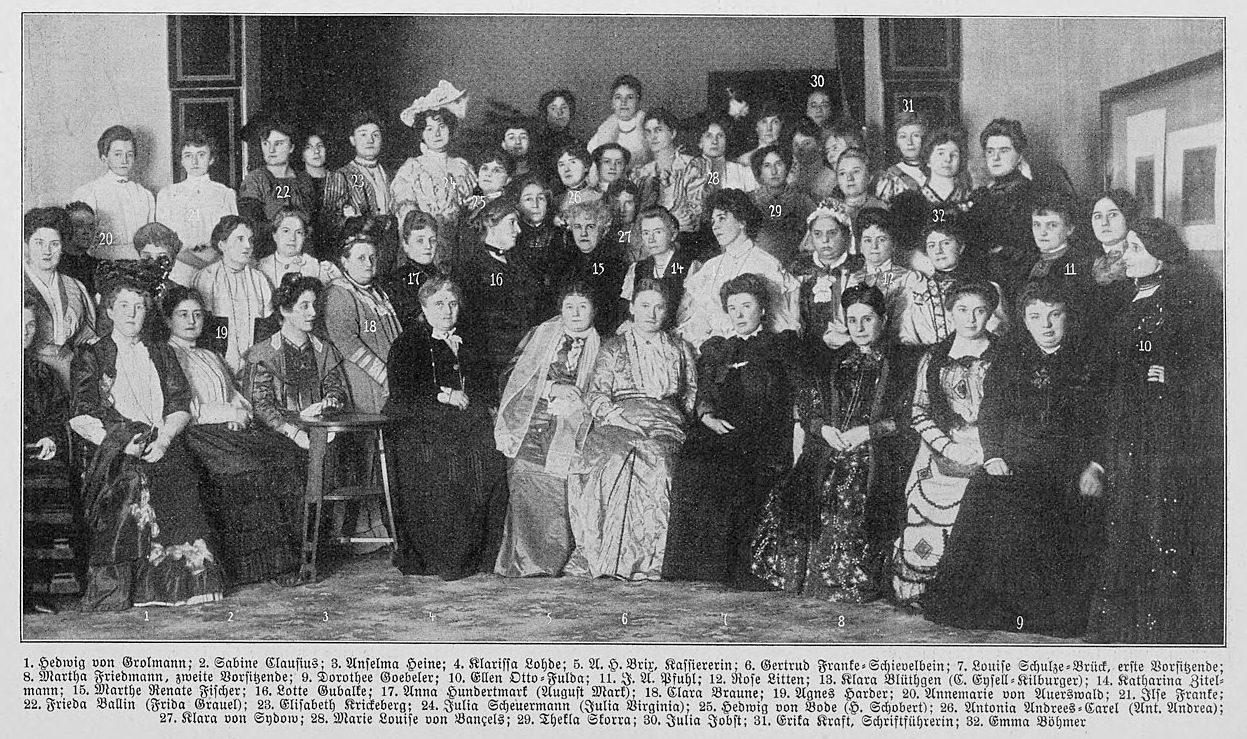
Deutscher Schriftstellerinnenbund, 1906, mit Clara Braune (2. Reihe, 6.v.l., 18)

Charlotte Luise Clara (auch Klara) Braune (* 30. Dezember 1843 in Berlin; † 22. Dezember 1909 ebenda) war eine deutsche Schriftstellerin.

## Leben und Wirken
Sie war eine Tochter des Kaufmanns Adolph Friedrich Wilhelm Dames und seiner Ehefrau Charlotte geb. Arlt. 1870 heiratete sie Friedrich Ernst Braune (1840–um 1891), der spätestens seit 1875 Amtmann von Radegast in Anhalt war und später auch als Militärschriftsteller tätig wurde. Mit ihm lebte sie auf dessen Gut. Später zog sie nach Berlin und wohnte 1897 in der Großgörschenstraße. Von 1903 bis etwa 1906 war Clara Braune Schatzmeisterin des Deutschen Schriftstellerinnenbundes.
Sie verfasste mehrere Romane  (Mutter und Tochter und Estelle), Feuilletontexte, Kritiken und übersetzte einige Werke aus dem Französischen, Italienischen und Englischen. Sie veröffentlichte auch Kochrezepte, wofür sie 1897 einen Preis erhielt.
Braune starb 1909 wenige Tage vor ihrem 66. Geburtstag in ihrer Wohnung in Berlin-Charlottenburg. 1910 erschien posthum ihr Spezial-Seefisch-Kochbuch im Nordsee-Verlag.